# Чемпионат России по фигурному катанию
Чемпионат России по фигурному катанию на коньках — ежегодное соревнование по фигурному катанию среди российских фигуристов, организуемое Федерацией фигурного катания на коньках России.
На чемпионате России по фигурному катанию спортсмены соревнуются в мужском и женском одиночном катании, парном фигурном катании и в спортивных танцах на льду.
По результатам чемпионата России формируется сборная команда страны для участия в чемпионате Европы.

## Год проведения / сезон проведения / цифры в названии чемпионата
Фигурное катание — зимний вид спорта, и по общепринятой традиции часто указывается не календарный год, а сезон. Сезон в фигурном катании начинается 1 июля и завершается 30 июня. При этом календарные годы сезона указываются через дробную черту, например 1992/1993, причем первое из чисел иногда не указывается. Чемпионаты России проводятся в первых числах января или в конце декабря. С сезона 1992/93 по сезон 1997/98 годов проводился в конце декабря, кроме сезона 1994/95, когда чемпионат был проведен в январе (поэтому в календарном 1995 и 1998 году чемпионатов фактически не было). В случае, если чемпионат проводится в конце года, то цифры в названии чемпионата соответствуют номеру не текущего, а наступающего календарного года. Так, Чемпионат России по фигурному катанию на коньках 2023 прошёл в декабре 2022 года и соответствует сезону 2022/2023.

## История
Фигурное катание в России было известно ещё со времен Петра I, который привёз из Голландии первые коньки. Как отдельный вид спорта российское фигурное катание зародилось в 1865 году, когда в Санкт-Петербурге был открыт общественный каток в Юсуповском саду на Садовой улице. Этот каток был самым благоустроенным в России и с первых же дней стал центром подготовки фигуристов. На нём 5 марта 1878 года состоялось первое состязание российских фигуристов.
В 1881 году в состав «Общества любителей бега на коньках», организованного при катке Юсупова сада, входило около 30 человек. Одним из активных деятелей Общества был Алексей Павлович Лебедев. Современники его прозвали «дедушкой русского фигурного катания». Он стал первым победителем неофициального чемпионата мира, который проходил в Санкт-Петербурге в 1890 году. С 1896 года он занялся преподавательской деятельностью и был первым тренером Николая Панина-Коломенкина.
В 1897 году в Санкт-Петербурге было проведено первое «Всероссийское первенство по искусству катанья на коньках», которое и считается первым чемпионатом России. Соревнования проходили среди мужчин. Победителем турнира стал Александр Паншин. Он же впоследствии выигрывал этот турнир ещё три раза подряд, став таким образом четырёхкратным чемпионом России.
В 1911 году состоялись первые в России соревнования по фигурному катанию среди женщин. Победила Ксения Цезар, ученица Н. А. Панина-Коломенкина. Следующие четыре года ей так же не было равных.
В эти годы в российском фигурном катании преимущественно лидировала петербуржская школа (Панин-Коломенкин, Фёдор Датлин, Карл Олло и др.), однако в 1913 и 1914 годах неожиданного успеха добился москвич Иван Малинин. Перед первой мировой войной на катке «Девичье Поле» в Москве была основана бесплатная школа фигурного катания.
Однако, с началом войны, а также революций спортивная жизнь в России заглохла. Возрождение фигурного катания началось в 1920-х годах усилиями Н. А. Панина-Коломенкина и его учеников. С 1924 года стали проводиться чемпионаты Советского Союза.
С 1992 года, после распада СССР, стали проводиться чемпионаты России.

## Квалификация
До чемпионата России по фигурному катанию на коньках, согласно регламенту, допускается до 18 спортсменов в одиночных разрядах, не более 12-ти спортивных пар и 15-ти танцевальных дуэтов. Всего до 90 спортсменов.
Отбор участников проходит через этапы Кубка России. Осенью и в начале зимы проходят пять этапов Кубка России. К участию в III, IV и V этапах допускаются спортсмены занявшие на I и II этапах места с 1 по 8. На чемпионат России допускаются спортсмены занявшие 1—3 места на III, IV и V этапах. Кроме того, по представлению всероссийского тренерского совета, по результатам участия в этапах и финале Гран-при среди взрослых и юниоров, спортсмены могут быть допущены к чемпионату без отбора через этапы Кубка.
Окончательный состав участников утверждается Исполкомом Федерации фигурного катания на коньках России по представлению всероссийского тренерского совета.

## Призёры

### Мужчины
| Сезон проведения | Место проведения                        | Золото                                  | Серебро                                 | Бронза                                  |
| 1896/1897        | Санкт-Петербург                         | Александр Паншин                        | Других участников не было               | Других участников не было               |
| 1897/1898        | Санкт-Петербург                         | Александр Паншин                        | А. Д. Морозов                           | Сергей Шустов                           |
| 1898/1899        | Санкт-Петербург                         | Александр Паншин                        | Других участников не было               | Других участников не было               |
| 1899/1900        | Санкт-Петербург                         | Александр Паншин                        | Андрей Гопп                             | Николай Подусков                        |
| 1900/1901        | Санкт-Петербург                         | Николай Панин-Коломенкин                | Других участников не было               | Других участников не было               |
| 1901/1902        | Санкт-Петербург                         | Николай Панин-Коломенкин                | Других участников не было               | Других участников не было               |
| 1902/1903        | Санкт-Петербург                         | Николай Панин-Коломенкин                | неизвестно                              | неизвестно                              |
| 1903/1904        | Санкт-Петербург                         | Николай Панин-Коломенкин                | неизвестно                              | неизвестно                              |
| 1904/1905        | Санкт-Петербург                         | Николай Панин-Коломенкин                | Фёдор Датлин                            | Карл Олло                               |
| 1905/1906        | Санкт-Петербург                         | Фёдор Датлин                            | неизвестно                              | неизвестно                              |
| 1906/1907        | Санкт-Петербург                         | Николай Панин-Коломенкин                | Карл Олло                               | Фёдор Датлин                            |
| 1907/1908        | Санкт-Петербург                         | Фёдор Датлин                            | Карл Олло                               | Других участников не было               |
| 1908/1909        | Санкт-Петербург                         | неизвестно                              | неизвестно                              | неизвестно                              |
| 1909/1910        | Санкт-Петербург                         | Карл Олло                               | неизвестно                              | неизвестно                              |
| 1910/1911        | Санкт-Петербург                         | Карл Олло                               | Фёдор Датлин                            | Других участников не было               |
| 1911/1912        | Санкт-Петербург                         | Карл Олло                               | Игорь Кревинг                           | неизвестно                              |
| 1912/1913        | Санкт-Петербург                         | Иван Малинин                            | Игорь Кревинг                           | неизвестно                              |
| 1913/1914        | Санкт-Петербург                         | Иван Малинин                            | Сергей Фан-дер-Флит                     | неизвестно                              |
| 1914/1915        | Санкт-Петербург                         | Титул не присуждён                      | Других участников не было               | Других участников не было               |
| 1923—1992        | Проводились чемпионаты Советского Союза | Проводились чемпионаты Советского Союза | Проводились чемпионаты Советского Союза | Проводились чемпионаты Советского Союза |
| 1992/1993        | Челябинск                               | Алексей Урманов                         | Олег Татауров                           | Роман Екимов                            |
| 1993/1994        | Санкт-Петербург                         | Алексей Урманов                         | Олег Татауров                           | Игорь Пашкевич                          |
| 1994/1995        | Москва                                  | Алексей Урманов                         | Илья Кулик                              | Олег Татауров                           |
| 1995/1996        | Самара                                  | Алексей Урманов                         | Илья Кулик                              | Игорь Пашкевич                          |
| 1996/1997        | Москва                                  | Илья Кулик                              | Алексей Урманов                         | Алексей Ягудин                          |
| 1997/1998        | Москва                                  | Илья Кулик                              | Алексей Ягудин                          | Евгений Плющенко                        |
| 1998/1999        | Москва                                  | Евгений Плющенко                        | Алексей Ягудин                          | Алексей Урманов                         |
| 1999/2000        | Москва                                  | Евгений Плющенко                        | Алексей Ягудин                          | Александр Абт                           |
| 2000/2001        | Москва                                  | Евгений Плющенко                        | Алексей Ягудин                          | Александр Абт                           |
| 2001/2002        | Москва                                  | Евгений Плющенко                        | Александр Абт                           | Илья Климкин                            |
| 2002/2003        | Казань                                  | Александр Абт                           | Илья Климкин                            | Станислав Тимченко                      |
| 2003/2004        | Санкт-Петербург                         | Евгений Плющенко                        | Илья Климкин                            | Андрей Грязев                           |
| 2004/2005        | Санкт-Петербург                         | Евгений Плющенко                        | Андрей Грязев                           | Андрей Лезин                            |
| 2005/2006        | Казань                                  | Евгений Плющенко                        | Илья Климкин                            | Сергей Добрин                           |
| 2006/2007        | Мытищи                                  | Андрей Грязев                           | Андрей Лутай                            | Сергей Добрин                           |
| 2007/2008        | Санкт-Петербург                         | Сергей Воронов                          | Андрей Лутай                            | Андрей Грязев                           |
| 2008/2009        | Казань                                  | Сергей Воронов                          | Артем Бородулин                         | Андрей Лутай                            |
| 2009/2010        | Санкт-Петербург                         | Евгений Плющенко                        | Сергей Воронов                          | Артём Бородулин                         |
| 2010/2011        | Саранск                                 | Константин Меньшов                      | Артур Гачинский                         | Жан Буш                                 |
| 2011/2012        | Саранск                                 | Евгений Плющенко                        | Артур Гачинский                         | Сергей Воронов                          |
| 2012/2013        | Сочи                                    | Евгений Плющенко                        | Сергей Воронов                          | Константин Меньшов                      |
| 2013/2014        | Сочи                                    | Максим Ковтун                           | Евгений Плющенко                        | Сергей Воронов                          |
| 2014/2015        | Сочи                                    | Максим Ковтун                           | Сергей Воронов                          | Адьян Питкеев                           |
| 2015/2016        | Екатеринбург                            | Максим Ковтун                           | Михаил Коляда                           | Александр Петров                        |
| 2016/2017        | Челябинск                               | Михаил Коляда                           | Александр Самарин                       | Максим Ковтун                           |
| 2017/2018        | Санкт-Петербург                         | Михаил Коляда                           | Александр Самарин                       | Дмитрий Алиев                           |
| 2018/2019        | Саранск                                 | Максим Ковтун                           | Михаил Коляда                           | Александр Самарин                       |
| 2019/2020        | Красноярск                              | Дмитрий Алиев                           | Артур Даниелян                          | Александр Самарин                       |
| 2020/2021        | Челябинск                               | Михаил Коляда                           | Макар Игнатов                           | Марк Кондратюк                          |
| 2021/2022        | Санкт-Петербург                         | Марк Кондратюк                          | Михаил Коляда                           | Андрей Мозалёв                          |
| 2022/2023        | Красноярск                              | Евгений Семененко                       | Пётр Гуменник                           | Александр Самарин                       |
| 2023/2024        | Челябинск                               | Евгений Семененко                       | Владислав Дикиджи                       | Пётр Гуменник                           |
| 2024/2025        | Омск                                    | Владислав Дикиджи                       | Глеб Лутфуллин                          | Евгений Семененко                       |

### Женщины
| Сезон проведения | Место проведения                        | Золото                                  | Серебро                                 | Бронза                                  |
| 1910/1911        | Санкт-Петербург                         | Ксения Цезар                            | Лидия Попова                            | Других участниц не было                 |
| 1911/1912        | Санкт-Петербург                         | Ксения Цезар                            | неизвестно                              | неизвестно                              |
| 1912/1913        | Санкт-Петербург                         | Ксения Цезар                            | неизвестно                              | неизвестно                              |
| 1913/1914        | Санкт-Петербург                         | Ксения Цезар                            | неизвестно                              | неизвестно                              |
| 1914/1915        | Санкт-Петербург                         | Ксения Цезар                            | неизвестно                              | неизвестно                              |
| 1923—1992        | Проводились чемпионаты Советского Союза | Проводились чемпионаты Советского Союза | Проводились чемпионаты Советского Союза | Проводились чемпионаты Советского Союза |
| 1992/1993        | Челябинск                               | Мария Бутырская                         | Юлия Воробьёва                          | Татьяна Рачкова                         |
| 1993/1994        | Санкт-Петербург                         | Ольга Маркова                           | Мария Бутырская                         | Ирина Слуцкая                           |
| 1994/1995        | Москва                                  | Мария Бутырская                         | Ольга Маркова                           | Ирина Слуцкая                           |
| 1995/1996        | Самара                                  | Мария Бутырская                         | Ирина Слуцкая                           | Ольга Маркова                           |
| 1996/1997        | Москва                                  | Мария Бутырская                         | Ольга Маркова                           | Ирина Слуцкая                           |
| 1997/1998        | Москва                                  | Мария Бутырская                         | Юлия Солдатова                          | Елена Соколова                          |
| 1998/1999        | Москва                                  | Мария Бутырская                         | Юлия Солдатова                          | Виктория Волчкова                       |
| 1999/2000        | Москва                                  | Ирина Слуцкая                           | Мария Бутырская                         | Виктория Волчкова                       |
| 2000/2001        | Москва                                  | Ирина Слуцкая                           | Виктория Волчкова                       | Мария Бутырская                         |
| 2001/2002        | Москва                                  | Ирина Слуцкая                           | Мария Бутырская                         | Виктория Волчкова                       |
| 2002/2003        | Казань                                  | Елена Соколова                          | Ирина Слуцкая                           | Татьяна Басова                          |
| 2003/2004        | Санкт-Петербург                         | Елена Соколова                          | Юлия Солдатова                          | Кристина Обласова                       |
| 2004/2005        | Санкт-Петербург                         | Ирина Слуцкая                           | Елена Соколова                          | Лилия Биктагирова                       |
| 2005/2006        | Казань                                  | Елена Соколова                          | Виктория Волчкова                       | Лилия Биктагирова                       |
| 2006/2007        | Мытищи                                  | Ксения Доронина                         | Александра Иевлева                      | Елена Соколова                          |
| 2007/2008        | Санкт-Петербург                         | Ксения Доронина                         | Нина Петушкова                          | Ольга Найденова                         |
| 2008/2009        | Казань                                  | Аделина Сотникова                       | Елизавета Туктамышева                   | Катарина Гербольдт                      |
| 2009/2010        | Санкт-Петербург                         | Ксения Макарова                         | Алёна Леонова                           | Елизавета Туктамышева                   |
| 2010/2011        | Саранск                                 | Аделина Сотникова                       | Алёна Леонова                           | Елизавета Туктамышева                   |
| 2011/2012        | Саранск                                 | Аделина Сотникова                       | Юлия Липницкая                          | Алёна Леонова                           |
| 2012/2013        | Сочи                                    | Елизавета Туктамышева                   | Елена Радионова                         | Аделина Сотникова                       |
| 2013/2014        | Сочи                                    | Аделина Сотникова                       | Юлия Липницкая                          | Елена Радионова                         |
| 2014/2015        | Сочи                                    | Елена Радионова                         | Елизавета Туктамышева                   | Евгения Медведева                       |
| 2015/2016        | Екатеринбург                            | Евгения Медведева                       | Елена Радионова                         | Анна Погорилая                          |
| 2016/2017        | Челябинск                               | Евгения Медведева                       | Алина Загитова                          | Мария Сотскова                          |
| 2017/2018        | Санкт-Петербург                         | Алина Загитова                          | Мария Сотскова                          | Алёна Косторная                         |
| 2018/2019        | Саранск                                 | Анна Щербакова                          | Александра Трусова                      | Алёна Косторная                         |
| 2019/2020        | Красноярск                              | Анна Щербакова                          | Алёна Косторная                         | Александра Трусова                      |
| 2020/2021        | Челябинск                               | Анна Щербакова                          | Камила Валиева                          | Александра Трусова                      |
| 2021/2022        | Санкт-Петербург                         | Александра Трусова                      | Анна Щербакова                          | Аделия Петросян                         |
| 2022/2023        | Красноярск                              | Софья Акатьева                          | Елизавета Туктамышева                   | Софья Муравьёва                         |
| 2023/2024        | Челябинск                               | Аделия Петросян                         | Софья Муравьёва                         | Ксения Синицына                         |
| 2024/2025        | Омск                                    | Аделия Петросян                         | Дарья Садкова                           | Алина Горбачева                         |

### Парное катание
| Сезон проведения | Место проведения | Золото                                | Серебро                               | Бронза                                     |
| 1992/1993        | Челябинск        | Марина Ельцова / Андрей Бушков        | Елена Тобяш / Сергей Смирнов          | Наталья Крестьянинова / Алексей Торчинский |
| 1993/1994        | Санкт-Петербург  | Екатерина Гордеева Сергей Гриньков    | Наталья Мишкутёнок Артур Дмитриев     | Евгения Шишкова / Вадим Наумов             |
| 1994/1995        | Москва           | Марина Ельцова Андрей Бушков          | Мария Петрова Антон Сихарулидзе       | Наталья Крестьянинова / Алексей Торчинский |
| 1995/1996        | Самара           | Евгения Шишкова Вадим Наумов          | Марина Ельцова / Андрей Бушков        | Оксана Казакова / Артур Дмитриев           |
| 1996/1997        | Москва           | Марина Ельцова Андрей Бушков          | Елена Бережная / Антон Сихарулидзе    | Евгения Шишкова / Вадим Наумов             |
| 1997/1998        | Москва           | Марина Ельцова Андрей Бушков          | Елена Бережная / Антон Сихарулидзе    | Оксана Казакова / Артур Дмитриев           |
| 1998/1999        | Москва           | Елена Бережная Антон Сихарулидзе      | Мария Петрова / Алексей Тихонов       | Татьяна Тотьмянина / Максим Маринин        |
| 1999/2000        | Москва           | Елена Бережная Антон Сихарулидзе      | Мария Петрова / Алексей Тихонов       | Татьяна Тотьмянина / Максим Маринин        |
| 2000/2001        | Москва           | Елена Бережная Антон Сихарулидзе      | Мария Петрова / Алексей Тихонов       | Татьяна Тотьмянина / Максим Маринин        |
| 2001/2002        | Москва           | Елена Бережная Антон Сихарулидзе      | Татьяна Тотьмянина / Максим Маринин   | Мария Петрова / Алексей Тихонов            |
| 2002/2003        | Казань           | Татьяна Тотьмянина Максим Маринин     | Мария Петрова / Алексей Тихонов       | Юлия Обертас / Алексей Соколов             |
| 2003/2004        | Санкт-Петербург  | Татьяна Тотьмянина Максим Маринин     | Мария Петрова / Алексей Тихонов       | Юлия Обертас / Сергей Славнов              |
| 2004/2005        | Санкт-Петербург  | Татьяна Тотьмянина Максим Маринин     | Мария Петрова / Алексей Тихонов       | Юлия Обертас / Сергей Славнов              |
| 2005/2006        | Казань           | Мария Петрова Алексей Тихонов         | Юлия Обертас Сергей Славнов           | Мария Мухортова Максим Траньков            |
| 2006/2007        | Мытищи           | Мария Мухортова Максим Траньков       | Юлия Обертас Сергей Славнов           | Елена Ефаева Алексей Меньшиков             |
| 2007/2008        | Санкт-Петербург  | Юко Кавагути Александр Смирнов        | Мария Мухортова Максим Траньков       | Арина Ушакова Сергей Карев                 |
| 2008/2009        | Казань           | Юко Кавагути Александр Смирнов        | Мария Мухортова Максим Траньков       | Любовь Илюшечкина Нодари Майсурадзе        |
| 2009/2010        | Санкт-Петербург  | Юко Кавагути Александр Смирнов        | Мария Мухортова Максим Траньков       | Вера Базарова Юрий Ларионов                |
| 2010/2011        | Саранск          | Татьяна Волосожар Максим Траньков     | Юко Кавагути Александр Смирнов        | Вера Базарова Юрий Ларионов                |
| 2011/2012        | Саранск          | Вера Базарова Юрий Ларионов           | Ксения Столбова Фёдор Климов          | Анастасия Мартюшева Алексей Рогонов        |
| 2012/2013        | Сочи             | Татьяна Волосожар Максим Траньков     | Юко Кавагути Александр Смирнов        | Ксения Столбова Фёдор Климов               |
| 2013/2014        | Сочи             | Ксения Столбова Фёдор Климов          | Вера Базарова Юрий Ларионов           | Мария Выгалова Егор Закроев                |
| 2014/2015        | Сочи             | Ксения Столбова Фёдор Климов          | Евгения Тарасова Владимир Морозов     | Юко Кавагути Александр Смирнов             |
| 2015/2016        | Екатеринбург     | Татьяна Волосожар Максим Траньков     | Юко Кавагути Александр Смирнов        | Евгения Тарасова Владимир Морозов          |
| 2016/2017        | Челябинск        | Ксения Столбова Фёдор Климов          | Евгения Тарасова Владимир Морозов     | Наталья Забияко Александр Энберт           |
| 2017/2018        | Санкт-Петербург  | Евгения Тарасова Владимир Морозов     | Ксения Столбова Фёдор Климов          | Наталья Забияко Александр Энберт           |
| 2018/2019        | Саранск          | Евгения Тарасова Владимир Морозов     | Наталья Забияко Александр Энберт      | Александра Бойкова Дмитрий Козловский      |
| 2019/2020        | Красноярск       | Александра Бойкова Дмитрий Козловский | Евгения Тарасова Владимир Морозов     | Дарья Павлюченко Денис Ходыкин             |
| 2020/2021        | Челябинск        | Евгения Тарасова Владимир Морозов     | Александра Бойкова Дмитрий Козловский | Дарья Павлюченко Денис Ходыкин             |
| 2021/2022        | Санкт-Петербург  | Анастасия Мишина Александр Галлямов   | Александра Бойкова Дмитрий Козловский | Евгения Тарасова Владимир Морозов          |
| 2022/2023        | Красноярск       | Александра Бойкова Дмитрий Козловский | Анастасия Мишина Александр Галлямов   | Евгения Тарасова Владимир Морозов          |
| 2023/2024        | Челябинск        | Анастасия Мишина Александр Галлямов   | Александра Бойкова Дмитрий Козловский | Екатерина Чикмарёва Матвей Янченков        |
| 2024/2025        | Омск             | Анастасия Мишина Александр Галлямов   | Александра Бойкова Дмитрий Козловский | Наталья Хабибуллина Илья Княжук            |

### Танцы на льду
| Сезон проведения | Место проведения | Золото                               | Серебро                              | Бронза                                |
| 1992/1993        | Челябинск        | Анжелика Крылова / Владимир Федоров  | Елена Кустарова / Олег Овсянников    | Ольга Ганичева / Максим Качанов       |
| 1993/1994        | Санкт-Петербург  | Анжелика Крылова / Владимир Фёдоров  | Ирина Лобачева / Илья Авербух        | Елена Кустарова / Олег Овсянников     |
| 1994/1995        | Москва           | Анжелика Крылова / Олег Овсянников   | Елена Кустарова / Вазген Азроян      | Ирина Лобачева / Илья Авербух         |
| 1995/1996        | Самара           | Оксана Грищук / Евгений Платов       | Анжелика Крылова / Олег Овсянников   | Ирина Лобачева / Илья Авербух         |
| 1996/1997        | Москва           | Ирина Лобачева / Илья Авербух        | Ольга Шарутенко / Дмитрий Наумкин    | Екатерина Давыдова / Роман Костомаров |
| 1997/1998        | Москва           | Анжелика Крылова / Олег Овсянников   | Ирина Лобачева / Илья Авербух        | Анна Семенович / Владимир Фёдоров     |
| 1998/1999        | Москва           | Анжелика Крылова / Олег Овсянников   | Ирина Лобачева / Илья Авербух        | Татьяна Навка / Роман Костомаров      |
| 1999/2000        | Москва           | Ирина Лобачева / Илья Авербух        | Анна Семенович / Роман Костомаров    | Оксана Потдыкова / Денис Петухов      |
| 2000/2001        | Москва           | Ирина Лобачева / Илья Авербух        | Татьяна Навка / Роман Костомаров     | Наталья Романюта / Даниил Баранцев    |
| 2001/2002        | Москва           | Ирина Лобачева / Илья Авербух        | Татьяна Навка / Роман Костомаров     | Наталья Романюта / Даниил Баранцев    |
| 2002/2003        | Казань           | Татьяна Навка / Роман Костомаров     | Светлана Куликова / Арсений Марков   | Оксана Домнина / Максим Шабалин       |
| 2003/2004        | Санкт-Петербург  | Татьяна Навка / Роман Костомаров     | Оксана Домнина / Максим Шабалин      | Светлана Куликова / Виталий Новиков   |
| 2004/2005        | Санкт-Петербург  | Оксана Домнина / Максим Шабалин      | Светлана Куликова / Виталий Новиков  | Яна Хохлова / Сергей Новицкий         |
| 2005/2006        | Казань           | Татьяна Навка / Роман Костомаров     | Оксана Домнина / Максим Шабалин      | Яна Хохлова / Сергей Новицкий         |
| 2006/2007        | Мытищи           | Оксана Домнина / Максим Шабалин      | Яна Хохлова / Сергей Новицкий        | Екатерина Рублева / Иван Шефер        |
| 2007/2008        | Санкт-Петербург  | Яна Хохлова / Сергей Новицкий        | Екатерина Рублева / Иван Шефер       | Екатерина Боброва / Дмитрий Соловьев  |
| 2008/2009        | Казань           | Яна Хохлова / Сергей Новицкий        | Екатерина Рублева / Иван Шефер       | Кристина Горшкова / Виталий Бутиков   |
| 2009/2010        | Санкт-Петербург  | Оксана Домнина / Максим Шабалин      | Екатерина Боброва / Дмитрий Соловьев | Екатерина Рублева / Иван Шефер        |
| 2010/2011        | Саранск          | Екатерина Боброва / Дмитрий Соловьев | Екатерина Рязанова / Илья Ткаченко   | Елена Ильиных / Никита Кацалапов      |
| 2011/2012        | Саранск          | Екатерина Боброва / Дмитрий Соловьев | Елена Ильиных / Никита Кацалапов     | Екатерина Рязанова / Илья Ткаченко    |
| 2012/2013        | Сочи             | Екатерина Боброва / Дмитрий Соловьев | Елена Ильиных / Никита Кацалапов     | Екатерина Рязанова / Илья Ткаченко    |
| 2013/2014        | Сочи             | Екатерина Боброва / Дмитрий Соловьев | Елена Ильиных / Никита Кацалапов     | Виктория Синицина / Руслан Жиганшин   |
| 2014/2015        | Сочи             | Елена Ильиных / Руслан Жиганшин      | Ксения Монько / Кирилл Халявин       | Александра Степанова / Иван Букин     |
| 2015/2016        | Екатеринбург     | Екатерина Боброва / Дмитрий Соловьев | Виктория Синицина / Никита Кацалапов | Александра Степанова / Иван Букин     |
| 2016/2017        | Челябинск        | Екатерина Боброва / Дмитрий Соловьев | Александра Степанова / Иван Букин    | Виктория Синицина / Никита Кацалапов  |
| 2017/2018        | Санкт-Петербург  | Екатерина Боброва / Дмитрий Соловьев | Александра Степанова / Иван Букин    | Тиффани Загорски / Джонатан Гурейро   |
| 2018/2019        | Саранск          | Виктория Синицина / Никита Кацалапов | Александра Степанова / Иван Букин    | Софья Евдокимова / Егор Базин         |
| 2019/2020        | Красноярск       | Виктория Синицина / Никита Кацалапов | Александра Степанова / Иван Букин    | Тиффани Загорски / Джонатан Гурейро   |
| 2020/2021        | Челябинск        | Александра Степанова / Иван Букин    | Тиффани Загорски / Джонатан Гурейро  | Анастасия Скопцова / Кирилл Алёшин    |
| 2021/2022        | Санкт-Петербург  | Александра Степанова / Иван Букин    | Диана Дэвис / Глеб Смолкин           | Елизавета Худайбердиева / Егор Базин  |
| 2022/2023        | Красноярск       | Елизавета Худайбердиева / Егор Базин | Елизавета Шанаева / Павел Дрозд      | Елизавета Пасечник / Максим Некрасов  |
| 2023/2024        | Челябинск        | Александра Степанова / Иван Букин    | Елизавета Худайбердиева / Егор Базин | Ирина Хавронина / Дэвид Нарижный      |
| 2024/2025        | Омск             | Александра Степанова / Иван Букин    | Елизавета Худайбердиева / Егор Базин | Ирина Хавронина / Дэвид Нарижный      |

## Индивидуальные рекордсмены

### Фигуристы с наибольшим количеством участий в чемпионатах России
| Место                         | Фигурист              | Период                                | Дисциплина                                | Участий |
| ----------------------------- | --------------------- | ------------------------------------- | ----------------------------------------- | ------- |
| 1—3                           | Константин Меньшов    | 2001, 2003—2016                       | мужское одиночное катание                 | 15      |
| 1—3                           | Сергей Воронов        | 2005—2018, 2020                       | мужское одиночное катание                 | 15      |
| 1—3                           | Елизавета Туктамышева | 2008—2018, 2020—2023                  | женское одиночное катание                 | 15      |
| 4                             | Евгений Плющенко      | 1996—2002, 2004—2006, 2010, 2012—2014 | мужское одиночное катание                 | 14      |
| 5—6                           | Мария Петрова         | 1994—2006                             | парное катание                            | 13      |
| 5—6                           | Алёна Леонова         | 2007—2019                             | женское одиночное катание                 | 13      |
| 7—9                           | Елена Соколова        | 1996—2007                             | женское одиночное катание                 | 12      |
| 7—9                           | Евгения Тарасова      | 2009, 2013—2023                       | женское одиночное катание, парное катание | 12      |
| 7—9                           | Александр Самарин     | 2013—2024                             | мужское одиночное катание                 | 12      |
| По состоянию: 24 декабря 2022 |                       |                                       |                                           |         |

### Рекордсмены по числу побед в чемпионатах России
| Побед                         | Фигурист                 | Дисциплина                | Годы                                                       |
| ----------------------------- | ------------------------ | ------------------------- | ---------------------------------------------------------- |
| 010                           | Евгений Плющенко         | мужское одиночное катание | 1999, 2000, 2001, 2002, 2004, 2005, 2006, 2010, 2012, 2013 |
| 07                            | Екатерина Боброва        | танцы на льду             | 2011, 2012, 2013, 2014, 2016, 2017, 2018                   |
| 07                            | Дмитрий Соловьёв         | танцы на льду             | 2011, 2012, 2013, 2014, 2016, 2017, 2018                   |
| 06                            | Николай Панин-Коломенкин | мужское одиночное катание | 1901, 1902, 1903, 1904, 1905, 1907                         |
| 06                            | Мария Бутырская          | женское одиночное катание | 1993, 1995, 1996, 1997, 1998, 1999                         |
| 05                            | Ксения Цезар             | женское одиночное катание | 1911, 1912, 1913, 1914, 1915                               |
| По состоянию: 24 декабря 2022 |                          |                           |                                                            |